# Massalcoreig
Massalcoreig är en kommun i Spanien.   Den ligger i provinsen Província de Lleida och regionen Katalonien, i den östra delen av landet, 400 km öster om huvudstaden Madrid. Antalet invånare är 575. Arean är 14,1 kvadratkilometer. Massalcoreig gränsar till Seròs, La Granja d'Escarp, Torrente de Cinca och Fraga. 
Terrängen i Massalcoreig är platt österut, men västerut är den kuperad.